# Jentaro
Джендо Дженев, известен с прякора си Jentaro, е български рапър от Сливен.

## Кариера
Джентаро е рапър и текстописец, чието звучене се характеризира с тежки електронни ритми, агресивни, понякога цинични, но адекватни лирики, а темите в песните варират от клубни, през груби улични и стигат до сериозни и поучителни.
Той е основател на популярната в ъндърграунд средите група „Над закона“.
От 2006 до 2008, издава 2 албума с групата – една компилация, озаглавена „Jen Music Mafia, vol. I“, както и дебютната тава на Над Закона, озаглавена просто „Албумът (The Album)“ като първия сингъл от албума „Моя Район“ става хит в цяла България.
След като групата се разпада, Джентаро продължава соло и издава дебютния си албум „Badman“ заедно с Жо, по известен като Гошо Малкия от Лошите зад гърба му като бийтмейкър.
В албума като гост-вокали участват популярни имена на рап-сцената като Ndoe от DRS, Sistah 187, Мечока, както и две чуждестранни имена – сърбина Демонио и нигериеца Тони Рей. В списъка му с гост-вокали се нареждат и имена от Германия, САЩ и Франция.
Сред популярните песни на Джентаро са заглавия като: „Сам“, „Сам 2“, „Лоялен“, „Скандален“, „Тъмно Е“, „Вдъхнови Се“, „По-Високо“.
На 31 март 2010 г. Джентаро е подгряващ изпълнител за световноизвестния Лил Джон на концерта му в София.
Джен работи активно в Plovdiv Underground, което включва доказали се на музикалната сцена артисти, като Минко, Зиг и Хила.
Едни от най-новите песни на Джентаро са „Боздуган", „Бонасера", „Игра на тронове", „Бягай".

## Дискография
- Jen Music Mafia, vol. I – 2007 г.
- Албумът (The Album) – 2008 г.
- Badman – 2012 – Дългото чакане свърши. Известно време след като „най-лошите“ в българския хип-хоп Jentaro (Jen Music) и JO (BadBeat) се събраха за реализирането на проекта „Badman“, най-накрая албума е вече факт. През последната година и двамата доказаха, че могат до достигнат невиждани висоти и дадоха на света инструментали, текстове и речетативи на съвсем друго ниво поотделно, но още с излизането си първите три сингъла от албума, а именно „Скандален“, „Тъмно Е“ и „Ангел & Дявол“ превръщайки се моментално в хитове и запазен марка на тандема Jen и JO, подсказаха, че предстои нещо грандиозно. Албумът е изцяло продуциран от JO, който се е погрижил за аранжимента на всички инструментали както и за техническата обработка и финализиране на звука в собственото му студио.